# Gennady Samosedenko
Gennady Sergeyevich Samosedenko (en russe : Геннадий Сергеевич Самоседенко), né le 25 février 1942 à Tcheliabinsk et mort le 29 avril 2022, est un cavalier soviétique de saut d'obstacles.

## Carrière
Gennady Samosedenko participe aux Jeux olympiques d'été de 1968 à Mexico ; il est 12e de l'épreuve par équipes.